# Tanque de isolamento

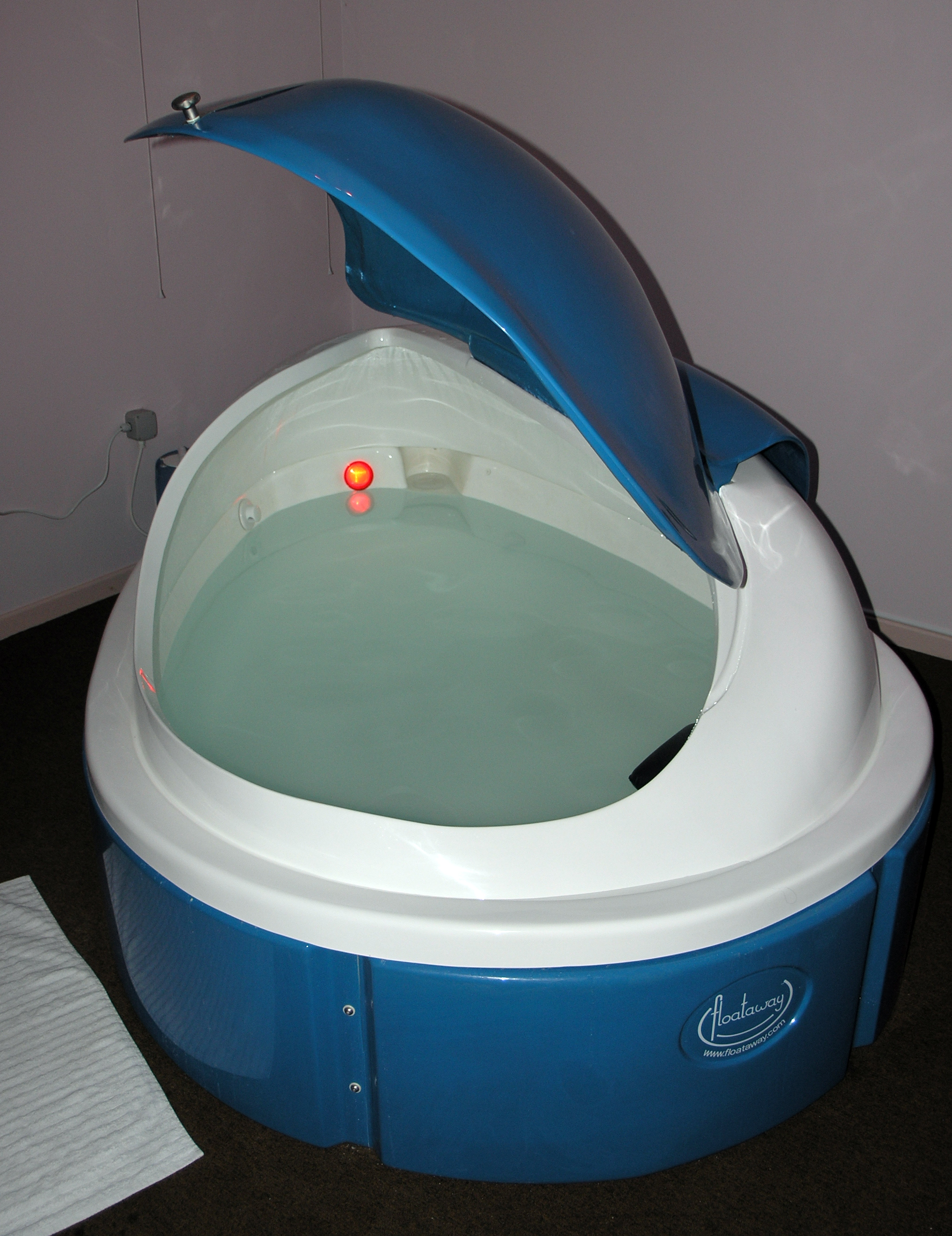
Tanque de privação sensorial

Tanque de isolamento é um tanque à prova de som no qual um indivíduo flutua em água salgada em temperatura igual ao da pele. Eles foram primeiro utilizadas por John C. Lilly em 1954 para testar os efeitos da privação sensorial. Tais tanques são usados atualmente também para meditação e técnica de relaxamento e na medicina alternativa. O tanque de isolamento foi originalmente chamado de "tanque de privação sensorial". Outros nomes para o tanque incluem "tanque de flotação", "tanque de John C. Lilly" "tanque de atenuação sensorial", entre outros.